# بلوا انتشر (كورنوال)
بلوا انتشر (بالإنجليزية: Blue Anchor, Cornwall)‏ هي قرية تقع في المملكة المتحدة في كورنوال.